# 10832 Hazamashigetomi
10832 Hazamashigetomi este un asteroid din centura principală de asteroizi.

## Descriere
10832 Hazamashigetomi este un asteroid din centura principală de asteroizi. A fost descoperit pe 15 noiembrie 1993 la Ōizumi de Takao Kobayashi. Asteroidul prezintă o orbită caracterizată de o semiaxă mare de 2,31 ua, o excentricitate de 0,17 și o înclinație de 2,8° în raport cu ecliptica.